# Mamelodi
Mamelodi è una township della municipalità metropolitana di Tshwane, in Sudafrica, situata a 20 km ad est di Pretoria.

## Etimologia
"Mamelodi" era il nome dato al presidente Paul Kruger dagli africani a causa della sua capacità di fischiare e imitare gli uccelli, che significa anche Madre delle Melodie.